# Zhongshan
Zhongshan (中山國, Zhōngshān Guó en pinyin) fou un estat a la Xina, durant la dinastia Zhou que correspon amb força aproximació al territori de la moderna prefectura de Baoding, a Hebei. La capital fou Zhongshan, que a partir de la dinastia dels Han orientals i fins a la dinastia Tang fou un centre econòmic i capital dels Yan posteriors durant el regnat del seu primer emperador.
Va quedar sota protecció de Wei durant el període dels Regnes Combatents i després va recuperar la independència per un temps. El seu cinquè rei fou Cuo que va regnar 15 anys; va succeir al seu pare, el duc Cheng, sobirà de Zhongshan i va expandir l'estat al que va portar al seu apogeu. Va fer la guerra a l'Estat de Yan, al nord, i a Zhao, al sud (Zhao va quedar pràcticament partit en dos zones una al nord i una al sud), i va deixar l'estat amb una extensió del doble de la que tenia abans. La seva tomba és un monument arqueològic situat a Sanji, Pingshan, a Hebei, prop de la ciutat de Lingshou (靈壽) al riu Hutuo.
Va caure finalment en mans del regne de Zhao el 295 aC després de deu anys de guerra,